# Cyanopepla glaucopoides
Cyanopepla glaucopoides là một loài bướm đêm thuộc phân họ Arctiinae, họ Erebidae.